# Эйнбек, Вальтер
Вальтер Э́йнбек (Айнбек, нем. Walter Einbeck; 3 февраля 1890, Магдебург — 27 июля 1968, Мюнхен) — немецкий художник-портретист.

## Биография
В 1906 году Вальтер Эйнбек бросил учёбу на коммерсанта и поступил учиться в Магдебургскую школу художественных ремёсел. В 1908—1910 годах обучался у Ангело Янка в Мюнхенской академии художеств, затем вместе с Адольфом Циглером учился в Веймарской художественной школе у Макса Теди, Фрица Макензена и Людвига фон Гофмана. В 1915—1918 годах участвовал в Первой мировой войне. После войны увлёкся теософией, в 1919 году обосновался в Мюнхене, учился у Франца фон Штука. В 1921 году открыл собственную мастерскую. В 1933 году вступил в НСДАП. Автор известного портрета заместителя фюрера Рудольфа Гесса, участвовавшего в экспозиции Большой германской художественной выставки 1939 года.